# مارتين إدواردو زونيغا
مارتين إدواردو زونيغا (بالإسبانية: Martín Zúñiga) (14 أبريل 1993 بتاباتشولا، غواتيمالا في المكسيك - ) هو لاعب كرة قدم مكسيكي في مركز الهجوم. شارك مع منتخب المكسيك تحت 23 سنة لكرة القدم. أما مع النوادي، فقد لعب مع كروز آزول ونادي أمريكا ونادي تشياباس ودورادوس سينالوا.

## وصلات خارجية
- مارتين إدواردو زونيغا على موقع الاتحاد الدولي (مؤرشف)  (الإنجليزية)
- مارتين إدواردو زونيغا على موقع قاعدة بيانات كرة القدم.إي يو (الإنجليزية)
- مارتين إدواردو زونيغا على موقع Soccerway.com (الإنجليزية)
- مارتين إدواردو زونيغا على موقع AS.com (الإسبانية)